# Areté
Areté ( /ˈærətiː/; greacă ἀρετή), în sensul de bază, înseamnă excelența de orice fel. În primele apariții din/în limba greacă, această noțiune de excelență a fost legată de noțiunea de împlinire a scopului sau funcției: actul cuiva de a trăi la potențialul maxim al lui. Areté în cultura Greciei antice a fost curajul și puterea în fața adversității și era ceea la ce aspirau toți oamenii. Cea mai articulată valoare în cultura Greacă este Areté. Tradusă drept „virtute”, cuvântul înseamnă de fapt ceva apropiat de „a fi cea mai bună versiune a ta posibilă”, sau „atingerea potențialului uman maxim al tău”.